# Raymond de Bar (homme politique)
Pour les articles homonymes, voir Raymond de Bar et de Bar.
Raymond de Bar de La Condamine, dit Raymond de Bar, est un homme politique français né le 4 février 1842 à Riom (Puy-de-Dôme) et décédé le 28 mai 1922 à Davayat (Puy-de-Dôme).

## Biographie
Il fait ses études au collège Sainte-Marie de Riom et obtient sa licence en droit en 1865. Il commence sa carrière administrative à la section des Douanes au Ministère des finances. Il devient ensuite chef de cabinet du préfet de la Vienne. En 1870, le canton de Combronde le désigne à l'unanimité comme Capitaine des mobilisés et la bonne organisation de sa compagnie lui vaut d'être promu chef de bataillon par Gambetta, alors Ministre de la guerre.
Après 1870, il est sous-préfet d'Arcis-sur-Aube, puis de Nyons et de Marvejols, secrétaire général de préfecture du Calvados, puis de l'Isère. Il démissionne de l'administration préfectorale en 1877, alors qu'il est sous-préfet de Montélimar. Après des voyages en Afrique, en Asie et en Europe, il devient conseiller municipal puis maire de Davayat en 1886.
Il est élu député du Puy-de-Dôme de 1889 à 1893 (1re circonscription de Riom). Il rapporte plusieurs projets autorisant des collectivités locales à créer ou à proroger des impôts ou à emprunter, et une proposition de loi concernant la reconstitution des actes de l'état civil de Paris détruits en 1871 ; lors de la discussion du budget de 1894, il réclame l'unification des traitements des préposés des Manufactures de Tabacs. Il est alors secrétaire de la Chambre des députés. 
Il sera ensuite vice-président de la Société agricole du Puy-de-Dôme et conseiller d'arrondissement de Combronde.

## Source
- « Raymond de Bar (homme politique) », dans le Dictionnaire des parlementaires français (1889-1940), sous la direction de Jean Jolly, PUF, 1960 [détail de l’édition]